# Barrio San Joaquín Lamillas
Barrio San Joaquín Lamillas är en ort i kommunen San José del Rincón i delstaten Mexiko i Mexiko. Samhället hade 468 invånare vid folkräkningen 2020.